# Ерш Шіклоші
Ерш Шіклоші (угорс. Siklósi Örs) (4 вересня,1991, Будапешт, Угорщина — 5 лютого, 2021, ) — угорський співак, поет, актор, фронтмен гурту AWS, разом з яким представляв Угорщину на пісенному конкурсі Євробачення 2018 в Лісабон.

## Життєпис
Народився в Будапешт 4 вересня 1991 р. в родині відомого археолога та історика Дюл Шіклоші (Siklósi Gyula).
Навчався в Католицькій гімназії Отткара Прогашки (Prohászka Ottokár Katolikus Gimnázium).
З дитинства відвідував музичну школу по класу скрипки. Вже в підлітковому віці почав грати на гітарі.
В католицькій гімназії Ерш почав товаришувати з Ароном Верешесом (що пізніше став барабанщиком AWS) та Бенце Брукером (що пізніше став гітаристом AWS). Перший їх гурт мав назву Konnektor. Через складний характер в підлітковому віці Ерша неодноразово виключали з гурту, але згодом від повертався, тому що ніхто крім нього не хотів бути вокалістом.
В 2006 році учасники Konnektor разом з Даніелем Кокен'єшем створюють гурт AWS, що є абревіатурою від фрази «ants with slippers» («мурахи в капцях»).
Спочатку гурт виконував пісні англійською. Від моменту заснування AWS до виходу першого альбому Fata Morgana пройшло 5 років, адже учасники гурту якраз закінчили школу і шукали себе в житті. Барабанщик Арон Вересс поїхав до Америки, гурт був на грані розпаду, тому Шіклоші на деякий час призупинив діяльність в AWS і почав співати в угорській металкор-групі Sunset, з якою у 2008 році він випустив EP під назвою «How to Survive a Girl's Glance».
Після виходу першого альбому AWS почав активно гастролювати та навіть здобувати звання «Кращий іноземний гурт» на конкурсі у Відень.
Альбом «Fata Morgana» містив 2 пісні угорською, які стали надзвичайно популярними, тому наступні альбоми гурту «Égésföld» (2014) та «Kint A Vízből» (2016) мають угорську лірику. Неодноразово в інтерв'ю Ерш заявляв, що рідною мовою йому простіше висвітлювати свої емоції в текстах, ніж перекладати їх.
Деякий час Ерш працював у центрі захисту справ споживачів торгового центру. Згодом він згадує це як найгіршу роботу, на якій йому коли не будь доводилося працювати.
Також Ерш Шіклоші грав як актор у виставах «Womanizer theatre» та інших театральних проєктах.
2017 року помер батько Ерша, в пам'ять про нього була написана пісня «Viszlát nyár». Гурт відравив композицію на відбірковий етап Євробачення, що в Угорщині має назву «A Dal». Проте вони настільки не очікували що пройдуть до етапу телевізійних ефірів, що призначили концерт на цей день, а потім засмутились, коли його довелось скасувати.
AWS, завдяки величезній підтримці з боку угорської метал-сцени та армії фанатів, яку вони завоювали під час численних гастролів країною, не тільки вийшли в фінал, а й перемогли A Dal. Це був перший випадок, коли Угорщина на Євробаченні представляв метал-гурт. Ерш разом з AWS зайняли 21 місце у фіналі Євробачення 2018.
Популярність AWS після Євробачення значно зросла не лише в Угорщина, а й по всьому світу. Гурт випускає альбом «Fekete Részem» (2018), кліпи на який зібрали мільйони переглядів.
2018 року Ерш разом з AWS був запрошений виступити на один з найбільших метал фестивалів Європа  Wacken Open Air, що було його давньою мрією.
Також Ерш Шіклоші також був вокалістом власного акустичного проєкту «Ersch» та співпрацював з гуртом «Dereng».

## Вплив
Улюбленими гуртами Ерш називав
Coldplay, Тамаш Чех (Cseh Tamás), Nirvana, Nightwish.

## Благодійна діяльність
Учасники гурту AWS щороку на Різдво збирали кошти для сиріт з дитячих притулків.
Ерш Шіклоші співпрацював з фондом боротьби з лейкемією. Вечеря з ним була розіграна на благодійному аукціоні. Також на аукціоні була розіграна куртка, в якій він брав участь в Євробаченні.
Разом з угорським брендом одягу «DЯK» учасники гурту AWS брали участь в благодійній програмі фінансування центрів для підготовки собак-поводирів.
Брав участь в кампанії ЮНІСЕФ проти кібербулінгу.

## Особисте життя
25 травня 2019 року одружився з журналісткою Ніна Шаркаді.

## Смерть
Влітку 2020 року Ерш Шіклоші отримав діагноз лейкемія. Восени йому стало краще і гурт навіть почав планувати виступи. 5 лютого 2021 р. Ерш Шіклоші помер від ускладнень лейкемії у віці 29 років.
Похований 24 лютого на цвинтарі м. Будакесі на 4 ділянці в першому ряді.
Невдовзі після смерті Ерша Шіклоші влада його рідного міста Будакесі повідомила про створення місцевої премії його імені.